# История Бадди Холли
«История Бадди Холли» (англ. The Buddy Holly Story) — американский биографический фильм 1978 года, рассказывающий историю жизни рок-музыканта Бадди Холли. Фильм получил Оскар за музыкальную партитуру, адаптированную Джо Рензетти, а Гэри Бьюзи был номинирован в категории «Лучший актёр» за роль в этом фильме.
Он был адаптирован Робертом Гиттлером из «Бадди Холли: его жизнь и музыка», биографии Холли от Джона Голдрозена, режиссёром картины стал Стив Раш.

## Сюжет
Бадди Холли, подросток из Лаббока, штат Техас, начинает свой путь в мире рок-н-ролла с друзьями и товарищами по группе, барабанщиком Джесси Чарльзом и басистом Рэем Бобом Симмонсом, образуя трио, известное как The Crickets .
Первый успех группы наступает, когда ее приглашают в Нэшвилл, штат Теннесси на запись, но видение рок-н-ролла Бадди вскоре вступает в противоречие с жесткими представлениями продюсеров о том, как должна звучать музыка, и он уходит. В конце концов он находит более гибкого продюсера, Росса Тернера, который, случайно опубликовав демо-версию для широкой публики, очень неохотно позволяет Бадди и Крикетам играть музыку так, как они хотят.
Секретарь Тернера, Мария Елена Сантьяго, быстро попадает в поле зрение Бадди. Их зарождающийся роман чуть не заканчивается до того как начаться, потому что её тётя не хочет, чтобы Мария встречалась с ним, но Бадди убеждает тётю передумать. На первом же свидании Мария принимает его предложение о браке, и вскоре они женятся.
Юмористический эпизод из-за недоразумения при бронировании в Нью-Йорке. Сол Гиттлер записывает группу, неизвестную для знаменитого театра «Аполлон» в Гарлеме, исходя из их музыки как чернокожих. Когда вместо этого появляются три белых техасца, он ошеломлен. Не желая платить им просто так, и, поскольку у Бадди и его группы есть контракт, в котором прописана еженедельная оплата в 1000 долларов, Гиттлер нервно разрешает им выступить и горячо молится о том, чтобы полностью черная аудитория не взбунтовалась при виде первой полностью белой группы, играющей в «Аполлоне». Несмотря на скомканное начало выступления, Бадди завоевывают аудиторию, и The Crickets становятся настоящим хитом.
После двух лет успеха Рэй Боб и Джесси решили прекратить выступать с Бадди, так как они чувствуют себя в тени фронтмена и не хотят переезжать в Нью-Йорк, что, по мнению Бадди, необходимо для того, чтобы оставаться на вершине славы. Они возвращаются в Лаббок с соглашением, что они сохранят название Crickets. Бадди опечален их отъездом. Несмотря на то, что он продолжает писать, он изначально боится гастролировать без них, несмотря на то, что его менеджер подчеркивает важность гастролей для успешного продвижения в чартах. Мария объявляет, что она беременна, и Бадди несказанно рад. Она, однако, видит, что тот расстроен из-за ситуации с группой, и призывает его поехать в тур, на что он в конечном итоге соглашается.
2 февраля 1959 года, готовясь к концерту в Клир-Лейк, штат Айова, Холли решает зафрахтовать частный самолет, чтобы вылететь в Мурхед, штат Миннесота, для своего следующего большого концерта, так как его гастрольный автобус сломался. Большой Боппер и Ричи Валенс решают лететь с ним. Тем временем группа, испытывая ностальгию, неожиданно появляется у дверей Марии, говоря о желании воссоединиться. Они планируют удивить Бадди на его следующей остановке. После исполнения своей последней песни «Not Fade Away» Холли прощается с толпой: «Спасибо, Чистое озеро! Да ладно. Мы любим вас. Увидимся в следующем году». Подпись затем показывает, что Холли, Валенс и Боппер погибли в авиакатастрофе той ночью, «… а остальное — Рок-н-Ролл».

## В ролях
| Актер              | Роль            |
| ------------------ | --------------- |
| Гэри Бьюзи         | Бадди Холли     |
| Дон Страуд         | Джесси Чарльз   |
| Чарльз Мартин Смит | Рэй Боб Симмонс |
| Конрад Янис        | Росс Тёрнер     |
| Уильям Джордан     | Райли           |
| Мария Ричвайн      | Мария Елена     |
| Эми Джонстон       | Синди Лу        |
| Дик О’Нил          | Сол Гиттлер     |
| Фред Травалена     | Безумец Манкузо |
| Нева Паттерсон     | Миссис Холли    |
| Арч Джонсон        | Мистер Холли    |
| Джон Гофф          | T. J.           |
| Глория Иризарри    | Миссис Сантьяго |
| Джоди Берри        | Инженер Сэм     |
| Ричард Кеннеди     | Проповедник     |
| Джим Бич           | Уилсон          |
| Гайлард Сартейн    | Большой Боппер  |
| Альберт Попвелл    | Эдди Фостер     |
| Пол Муни           | Сэм Кук         |
| Фримен Кинг        | Apollo M.C.     |
| Стими Бирд         | Лютер           |
| Крейг Уайт         | Кинг Кёртис     |
| Джерри Заремба     | Эдди Кокран     |

Актер Гилберт Мельгар играет Ричи Валенса (в титрах не указан).

## Производство
Актеры пели сами и играли на своих инструментах, а гитарист Джерри Заремба перезаписывал партии для гитары. Критики восхищались Бьюзи за собственноручное исполнение композиций, используемых в фильме, и за то, что тот значительно сбросил вес для этой роли. Согласно биографии Бьюзи, он потерял 32 фунта, чтобы больше походить на Холли, который весил 146 фунтов на момент его смерти.
В точности изображения актёру помогли знания, полученные из предыдущей попытки снять часть жизненной истории Холли, злополучную Трехстороннюю монету, в которой он сыграл барабанщика Джерри Эллисона. Фильм был отменен 20th Century Fox из-за давления со стороны Фреда Бауэра и его компании, которая имела права на наследие Холли, включая экранизацию его жизни. Сценарий «Трехсторонней монеты» раскрыл много личных подробностей о Холли.
В то время как в картине Бадди Холли от 19 до 22 лет (с 1956 по февраль 1959 года), Бьюзи было 33 года, когда его взяли на эту роль. Чарльз Мартин Смит прошёл прослушивание на роль Бадди, но, поскольку Бьюзи уже был подобран, продюсеры взяли Мартина на роль Рэя Боба Симмонса, потому что им понравилось его прослушивание. Симмонс и Джесси Чарльз были именами персонажей, которые использовались вместо Джо Б. Молдина и Дж. И. Аллисона из настоящих The Crickets (1956 — начало 1958 года. Ники Салливан, игравший в 27 из 32 песен, записанных Холли, не показан).
Инцидент, в котором диск-жокей Buffalo заперся в студии и многократно проигрывал одну и ту же песню снова и снова, был основан на реальных трюках, организованных диск-жокеем Томом Клеем (и повторенным несколько лет спустя Дэнни Нивертом) с композицией Bill Haley & His Comets' «Rock Around the Clock», а также Джои Рейнольдса, который заперся в студии и ставил «Sherry» от группы The Four Seasons в течение нескольких часов; эти инциденты, однако, не имели никакого отношения к Бадди Холли и его музыке.

## Реакция на фильм

### Сборы
Фильм имел кассовый успех, заработав 14,3 миллиона долларов при бюджете в 1,2 миллиона долларов.

### Критика
«The Buddy Holly Story» имеет 100 % рейтинг на Rotten Tomatoes, основанный на 29 обзорах, со средним значением 7,46 из 10.
Роджер Эберт дал фильму три с половиной звезды из четырёх и похвалил «Замечательное выступление Бьюзи в роли Бадди Холли. Если вы поклонник Холли и его музыки, вы будете спокойно удивлены тем, насколько Бьюзи попадает в персонажа».
Винсент Кэнби из «Нью-Йорк Таймс» писал: «В „Истории Бадди Холли“ много актеров — некоторые из них очень милые — но фильм на самом деле представляет собой показ одного человека. Это гальванизирующее сольное выступление Гэри Бьюзи. Это придает смысл бесформенному и скучному полнометражному фильму об американской звезде рок-н-ролла, погибшей в авиакатастрофе в 1959 году».
Джин Сискельдал фильму четыре звезды из четырех и написал: «В год, когда нас захлестнули фильмы с участием рок-музыки, „Истории Бадди Холли“, вероятно, окажется лучшим. Это из-за гальванизирующего выступления Бьюзи».
Чарльз Чамплин из «Los Angeles Times» писал: «Сердце, душа и сила „Истории Бадди Холли“ — это сверхъестественная, глубокая до мозга костей, мощная, волнующая, симпатичная, превосходная, подавляюще убедительная игра Гэри Бьюзи… на этот раз нет никакой синхронизации губ с чьим-то голосом, нет шевеления пальцев, пока кто-то другой играет. Бьюзи делает все сам».

## Награды
Фильм удостоен премии Оскар за лучшую музыкальную партитуру, адаптированную Джо Рензетти. Гэри Бьюзи был номинирован на Оскар в категории «Лучший актёр» за роль в этом фильме, а Текс Рудлофф, Джоэл Фейн, Керли Тирвелл и Вилли Д. Бертон — в категории «Лучший звук».